# Vinny Appice

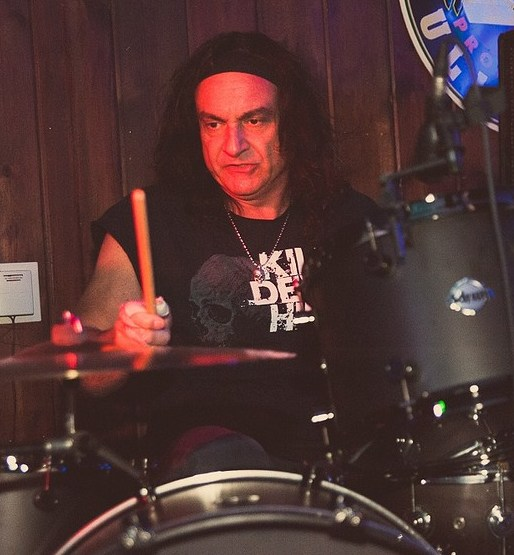
Vinny Appice, 2012

Vincent „Vinny“ Appice (* 13. September 1957 in Brooklyn, New York City) ist ein US-amerikanischer Hard-Rock-/Heavy-Metal-Schlagzeuger. Er spielte bereits bei vielen unterschiedlichen Interpreten, hauptsächlich trat er mit dem Sänger Ronnie James Dio auf z. B. bei Black Sabbath, Dio und Heaven and Hell.

## Lebenslauf

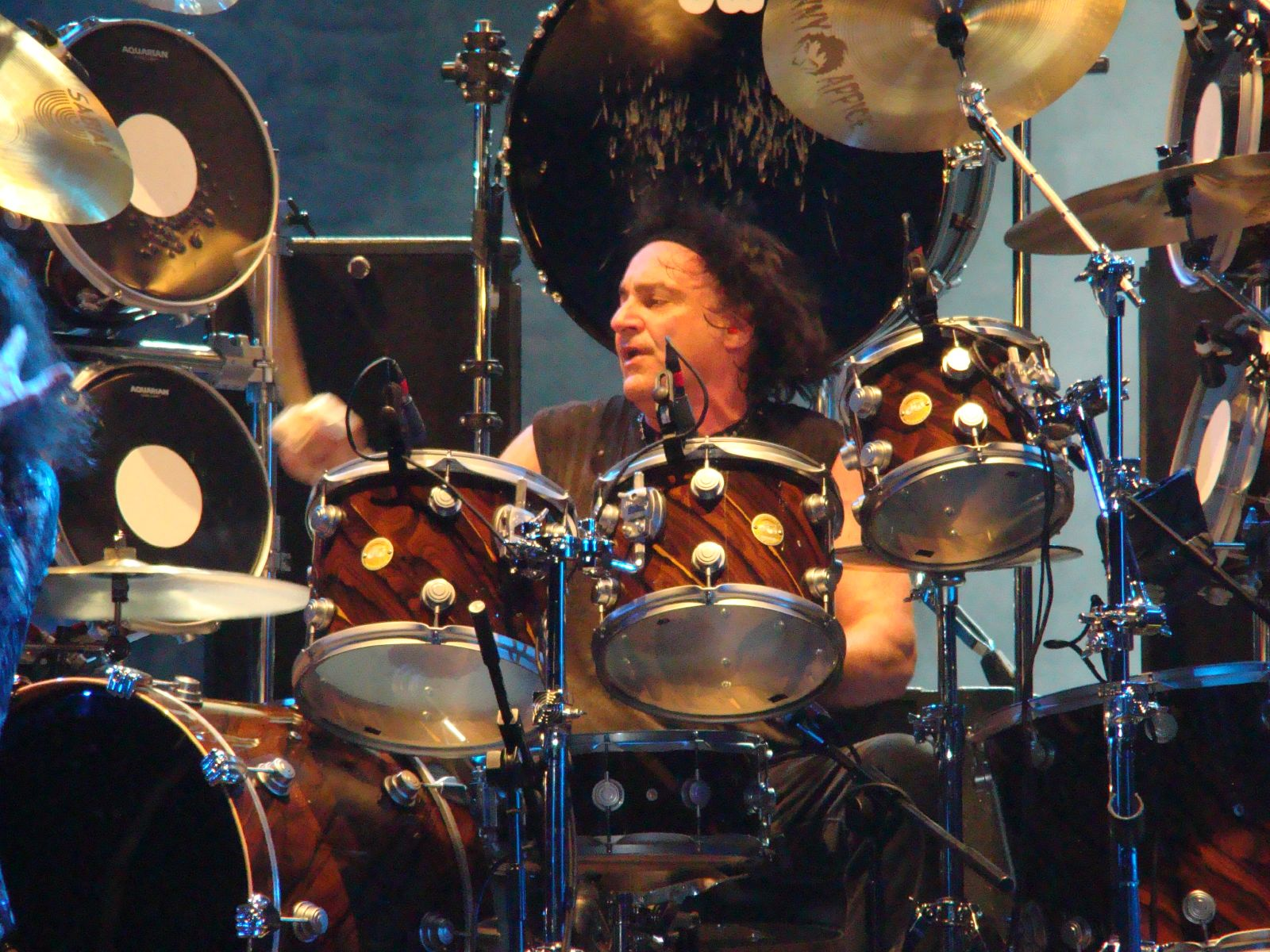
Appice mit Heaven & Hell, 2007

Er ist der jüngere Bruder des Schlagzeugers Carmine Appice (u. a. Ozzy Osbourne, Ted Nugent und Rod Stewart). Im Alter von 9 Jahren begann er, Schlagzeug zu spielen, beim gleichen Lehrer wie sein Bruder. Im Alter von 16 Jahren traf Vinny in den Record Plant Studios in New York City auf John Lennon. Dieser suchte Leute, die für den Song Whatever Gets You thru the Night mit Elton John auf den Studioaufnahmen klatschen. Daraufhin folgte eine kurze Zusammenarbeit mit John Lennon. Bald darauf wurde Appice Schlagzeuger in der Band von Rick Derringer, mit dem er zwei Studioalben und ein Live-Album veröffentlichte. 1977 endete die Zusammenarbeit und Appice veröffentlichte 1978 mit einer Band namens Axis das Album It's A Circus World 1980 ersetzte er schließlich Bill Ward bei Black Sabbath während der Tour zum Album Heaven and Hell und nahm mit der Band das Album Mob Rules auf, nachdem er zuvor bereits Ozzy Osbourne abgesagt hatte. Als Ronnie James Dio jedoch die Band wieder verließ, folgte ihm Appice und gründete mit ihm die Band Dio. Nachdem er auch dort gegangen war, brachte er mit der Band World War III 1990 ein gleichnamiges Album heraus. Daraufhin ging er 1991 zu Black Sabbath zurück, die er allerdings kurz darauf wieder verließ. In dieser Zeit erschien das Album Dehumanizer. Daraufhin kehrte er für einige Jahre wieder zu Dio zurück. Nachdem er 1998 noch einmal bei Black Sabbath aushalf (zum ersten Mal mit Ozzy Osbourne statt Ronnie James Dio als Sänger), ist er seit der Jahrtausendwende in vielen unterschiedlichen Projekten aktiv. 2007 ging er mit der alten Black-Sabbath-Besetzung von 1980 unter dem Namen Heaven and Hell auf Tour. 2009 veröffentlichte die Band ihr einziges Album The Devil You Know. 2010 starb jedoch Ronnie James Dio an Magenkrebs, wodurch sich Heaven and Hell auflösten. Im Anschluss war Appice mit seinem Bruder Carmine auf Drum Wars - Tour und seit 2013 auch als wiedervereinigte Dio-Band der Achtziger als Last In Line unterwegs.
Von 2009 bis 2014 war Appice Mitglied der Band Kill Devil Hill.

## Diskografie (Auswahl)

### Mit Black Sabbath
- Mob Rules (1981)
- Live Evil (1982)
- Dehumanizer (1992)
- Black Sabbath: The Dio Years (2007)
- Live at Hammersmith Odeon (2007)

### Mit Heaven and Hell
- Live from Radio City Hall (2007)
- The Devil You Know (2009)
- 30 Years of Heaven and Hell - Live at Wacken (2010)

### Mit Dio
- Holy Diver (1983)
- The Last in Line (1984)
- Sacred Heart (1985)
- Intermission (1985)
- Dream Evil (1987)
- Strange Highways (1994)
- Angry Machines (1996)
- Inferno - Last in Live (1998)

### Mit Last In Line
- Heavy Crown (2016)

### Mit Kill Devil Hill
- Kill Devil Hill (2012)

### Mit Martiria
- R-evolution (2014)

### Mit Toehider
- Mainly Songs About Robots (2015)

### Carmine & Vinny Appice
- Drum Wars - Live! (2014)